# Élections régionales de 2010 en région Centre
Pour un article plus général, voir Élections régionales françaises de 2010.

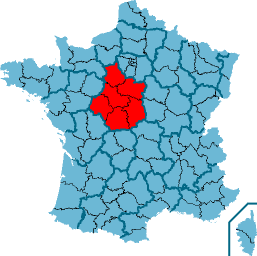
La région Centre.

Les élections régionales ont eu lieu les 14 et 21 mars 2010.

## Mode d'élection
Le mode de scrutin est fixé par le code électoral. Il précise que les conseillers régionaux sont élus tous les six ans.
Les conseillers régionaux sont élus dans chaque région au scrutin de liste à deux tours sans adjonction ni suppression de noms et sans modification de l'ordre de présentation. Chaque liste est constituée d'autant de sections qu'il y a de départements dans la région.
Si une liste a recueilli la majorité absolue des suffrages exprimés au premier tour, le quart des sièges lui est attribué. Le reste est réparti à la proportionnelle suivant la règle de la plus forte moyenne. Une liste ayant obtenu moins de 5 % des suffrages exprimés ne peut se voir attribuer un siège.
Sinon on procède à un second tour où peuvent se présenter les listes ayant obtenu 10 % des suffrages exprimés. La composition de ces listes peut être modifiée pour comprendre les candidats ayant figuré au premier tour sur d’autres listes, sous réserve que celles-ci aient obtenu au premier tour au moins 5 % des suffrages exprimés et ne se présentent pas au second tour. À l’issue du second tour, les sièges sont répartis de la même façon.
Les sièges étant attribués à chaque liste, on effectue ensuite la répartition entre les sections départementales, au prorata des voix obtenues par la liste dans chaque département.

## Têtes de liste

### Présentation des têtes de liste régionales
- LO : Farida Megdoud[6], enseignant de lycée professionnel à Orléans-la-Source (Orléans, Loiret), porte-parole régionale de LO.
- NPA : Michel Lasserre, enseignant à Vierzon (Cher) et militant d'Attac.
- FG (PCF, PG, GU, Les Alternatifs) : Marie-France Beaufils (PCF), sénatrice-maire de Saint-Pierre-des-Corps (Indre-et-Loire).
- PS et alliés : François Bonneau, président sortant.
- EÉ : Jean Delavergne (Verts), vice-président du conseil régional sortant.
- MoDem : Marc Fesneau, conseiller régional sortant, maire de Marchenoir et président de la communauté de communes de Beauce et Forêt (Loir-et-Cher).
- Majorité présidentielle : Hervé Novelli (UMP)[7], secrétaire d'État au Commerce, à l'Artisanat, aux Petites et Moyennes entreprises, au Tourisme, aux Services et à la Consommation, maire de Richelieu et président de la communauté de communes du Pays de Richelieu (Indre-et-Loire).
- FN : Philippe Loiseau, conseiller régional sortant[8].
- PDF : Jean Verdon, conseiller régional (ex-FN) sortant.

### Galerie des têtes de liste régionales

Farida Megdoud Candidate LO
Michel Lasserre Candidat NPA
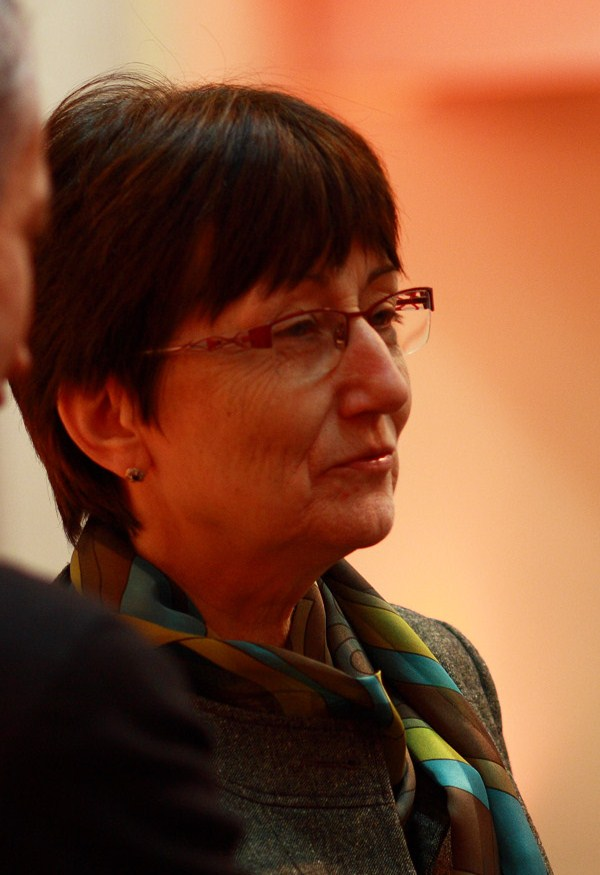
Marie-France Beaufils Candidate FG
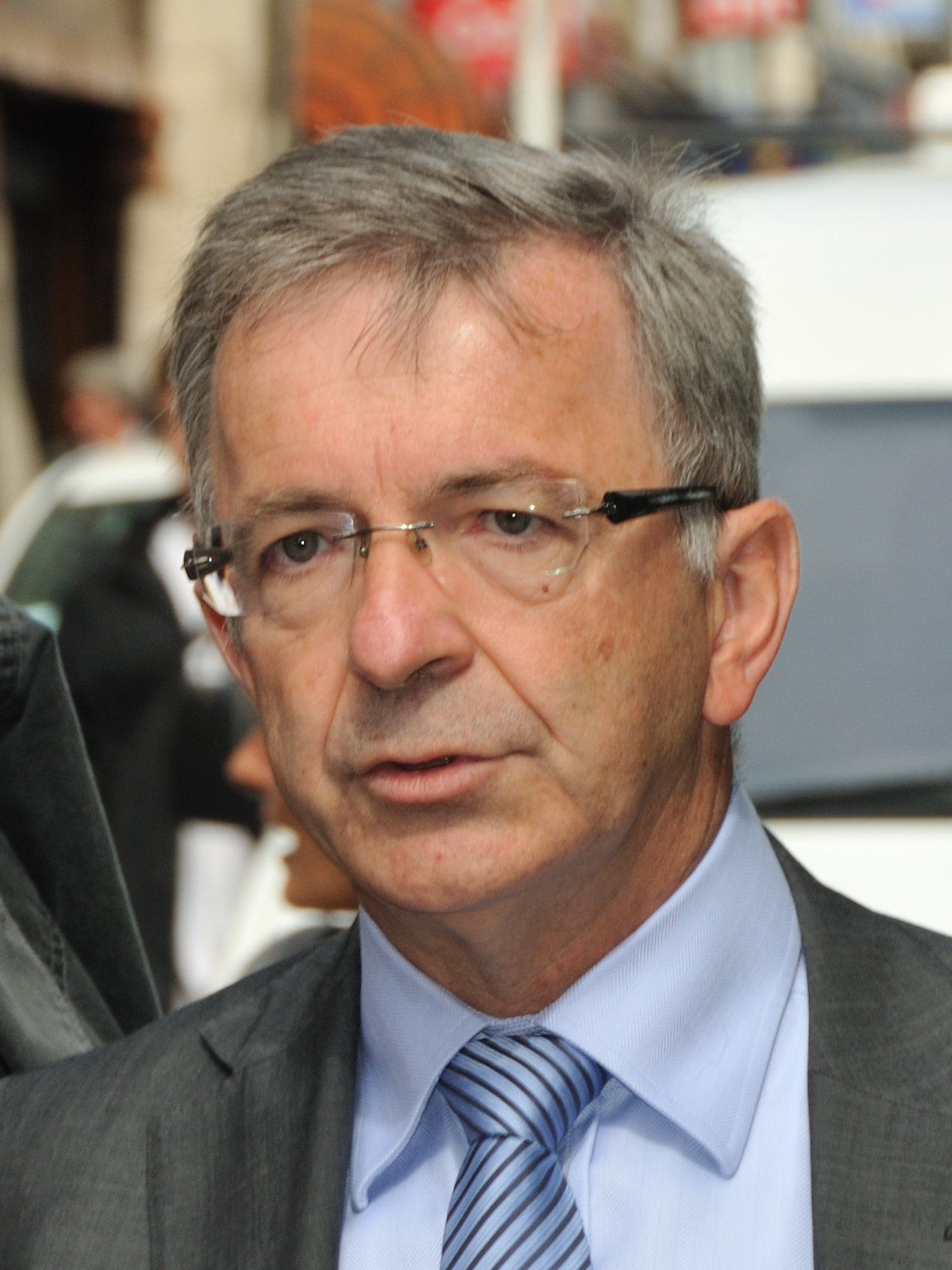
François Bonneau Candidat PS, président sortant
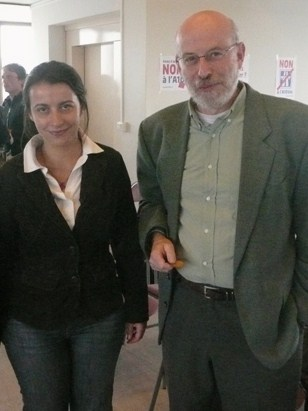
Jean Delavergne Candidat Europe Écologie.
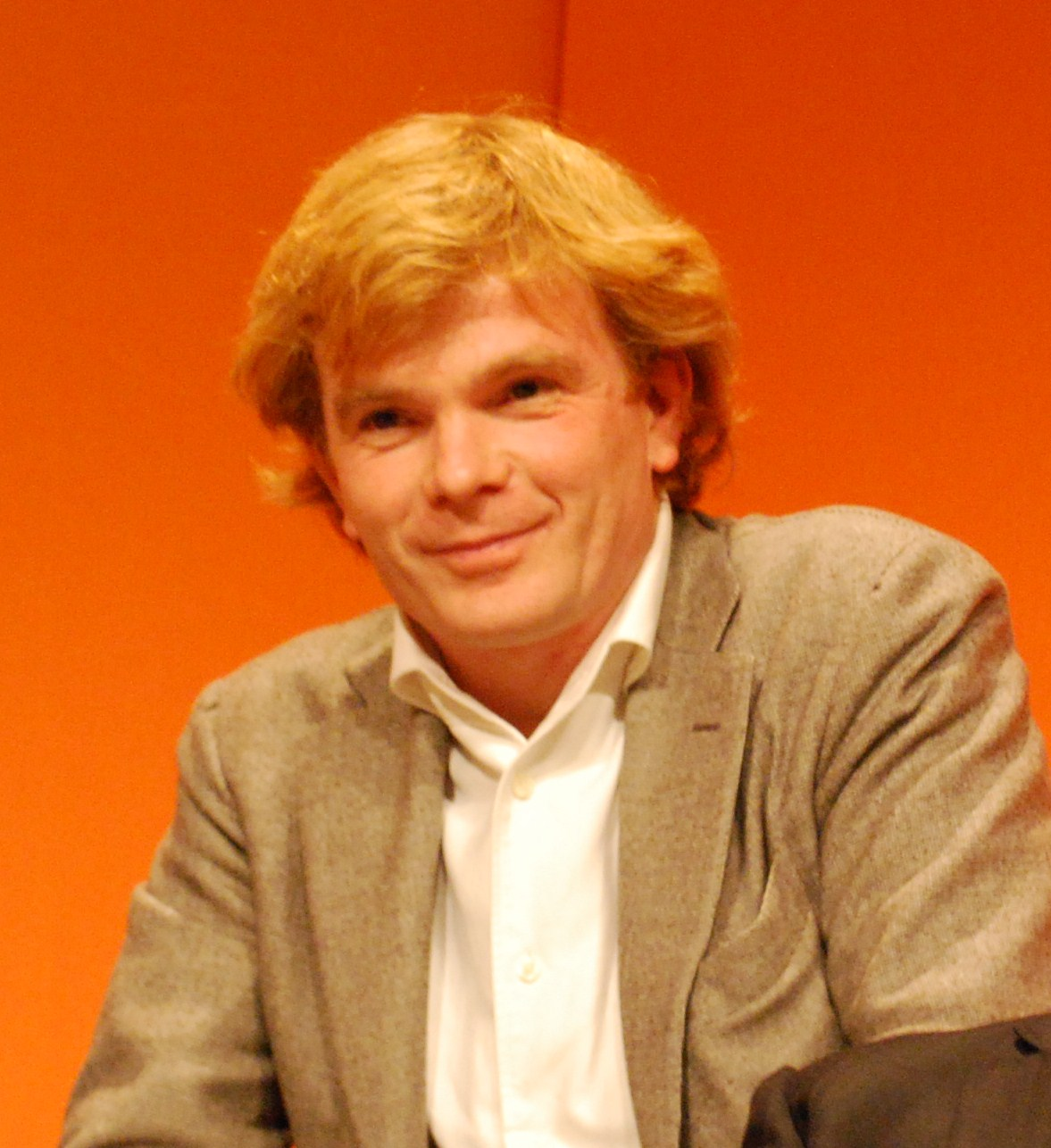
Marc Fesneau Candidat MoDem
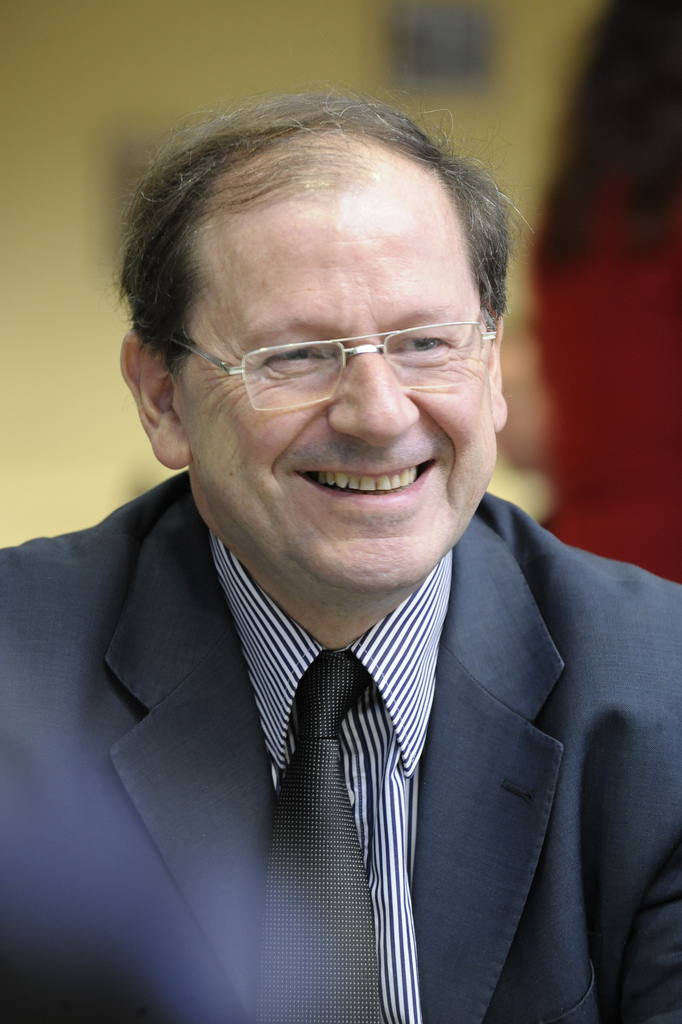
Hervé Novelli Candidat Majorité présidentielle
Philippe Loiseau Candidat FN
Jean Verdon Candidat Parti de la France

### Têtes de liste départementales
| Listes | Listes           | Cher                              | Eure-et-Loir           | Indre                        | Indre-et-Loire               | Loir-et-Cher              | Loiret                                  |
| ------ | ---------------- | --------------------------------- | ---------------------- | ---------------------------- | ---------------------------- | ------------------------- | --------------------------------------- |
|        | Liste Megdoud    | Eric Bellet                       | Vincent Chevrollier    | Elisabeth Milon              | Jean-Jacques Prodhomme       | Maryline Kergreis         | Farida Megdoud                          |
|        | Liste Lasserre   | Michel Lasserre                   | Manuel Georget         | Sébastien Cosset             | Fanny Puel                   | Marie-Anne Clement        | Stéphane Bois                           |
|        | Liste Beaufils   | François Dumon (PCF)              | Laurent Bordeau (PG)   | Michel Fradet (PCF)          | Jean-Michel Bodin (PCF)      | Laurianne Delaporte (PCF) | Marc Brynhole (PCF)                     |
|        | Liste Bonneau    | Alain Rafesthain                  | Marie-Madeleine Mialot | Dominique Roullet            | Jean Germain                 | Karine Gloanec Maurin     | François Bonneau                        |
|        | Liste Delavergne | Michelle Rivet (Agricultrice bio) | Karim Laanaya (Verts)  | Jean Delavergne (Verts)      | Christophe Rossignol (Verts) | Chantal Rebout (Verts)    | Pascale Rossler (Militante associative) |
|        | Liste Fesneau    | Franck Piffault                   | Eric Chevee            | Vanik Berberian              | Nelly Bidot                  | Marc Fesneau              | Estelle Jouili                          |
|        | Liste Novelli    | Serge Lepeltier (UMP-Rad)         | Philippe Vigier (NC)   | Paulette Picard (Proche UMP) | Hervé Novelli (UMP)          | Nicolas Perruchot (NC)    | Catherine Soullie (UMP)                 |
|        | Liste Loiseau    | Alain Sogni                       | Philippe Loiseau       | Matthieu Colombier           | Gilles Godefroy              | Michel Chassier           | Bernard Chauvet                         |
|        | Liste Verdon     | Christian Raffestin               | Jacques Dautreme       | Marie-Ange Lemaitre          | Jean Verdon                  | Jeanne Dumont             | Thierry Martin                          |

## Sondages

### Intentions de vote
Avertissement : Les résultats des intentions de vote ne sont que la mesure actuelle des rapports de forces politiques. Ils ne sont en aucun cas prédictifs du résultat des prochaines élections.
La marge d'erreur de ces sondages est de 4,5 % pour 500 personnes interrogées, 3,2 % pour 1000, 2,2 % pour 2000 et 1,6 % pour 4000.

### Premier tour
| Listes | Listes                        | IFOP 02/02/2010 | CSA 01/03/2010 | IFOP 03/03/2010 | Opinion Way 09/03/2010 |
| ------ | ----------------------------- | --------------- | -------------- | --------------- | ---------------------- |
|        | Liste Megdoud (LO)            | 2 %             | 4 %            | 2,5 %           | 4 %                    |
|        | Liste Lasserre (NPA)          | 4 %             | 3 %            | 3 %             | 2 %                    |
|        | Liste Beaufils (FG)           | 5 %             | 6 %            | 7 %             | 5 %                    |
|        | Liste Bonneau (PS et alliés)  | 22 %            | 24 %           | 24 %            | 27 %                   |
|        | Liste Delavergne (EÉ)         | 11 %            | 15 %           | 15 %            | 16 %                   |
|        | Liste Fesneau (MoDem)         | 8 %             | 5 %            | 6 %             | 3 %                    |
|        | Liste Novelli (UMP et alliés) | 34 %            | 30 %           | 31 %            | 31 %                   |
|        | Liste Loiseau (FN)            | 9 %             | 11 %           | 7 %             | 9 %                    |
|        | Liste Verdon (PDF)            | -               | 2 %            | 3,5 %           | 3 %                    |
|        | Autres listes                 | 5 %             | -              | -               | -                      |
|        | Abstention, Blancs ou nuls    | -               | 47 %           | -               | 43 %                   |
|        | Personnes interrogées         | 800             | 804            | 802             | 800                    |

### Second tour
| Institut   | Date                  | Échantillon | PS et alliés | UMP     | FN      |
| Institut   | Date                  | Échantillon | Bonneau      | Novelli | Loiseau |
| ---------- | --------------------- | ----------- | ------------ | ------- | ------- |
| Institut   | Date                  | Échantillon |              |         |         |
| TNS Sofres | 19 février 2010       | NC          | 55           | 45      | –       |
| CSA        | 24 au 25 février 2010 | 804         | 50           | 38      | 12      |
| CSA        | 24 au 25 février 2010 | 804         | 59           | 41      | –       |
| IFOP       | 25 au 27 février 2010 | 802         | 48           | 42      | 10      |
| IFOP       | 25 au 27 février 2010 | 802         | 54           | 46      | –       |
| OpinionWay | 4 au 5 mars 2010      | 800         | 53           | 36      | 11      |
| OpinionWay | 4 au 5 mars 2010      | 800         | 60           | 40      | –       |

### Notoriété
En décembre 2009, selon un sondage LH2, seulement 7 % des habitants de la Région Centre citent spontanément
François Bonneau lorsqu'on leur demande le nom de leur président de région, ce qui en fait le président de région le plus méconnu de France. Toutefois 27 % des habitants de la Région Centre, disent connaitre François Bonneau, après que l'institut LH2 ait cité son nom.

### Thèmes prioritaires
Le même sondage LH2 de décembre 2009 classe ainsi, en fonction du choix des personnes interrogées, les thèmes de campagne privilégiés par ces derniers :
- la protection de l’environnement et l’amélioration du cadre de vie : 50 % ;
- le financement et la mise en œuvre de la formation professionnelle et de l’apprentissage : 48 % ;
- le développement économique et l’aide aux entreprises : 45 % ;
- le développement des infrastructures de transports ferroviaires notamment TER : 20 % ;
- la construction et la rénovation des lycées : 17 % ;
- ne se prononcent pas : 3 %.

## Résultats

### Régionaux
| Tête de liste Étiquette politique (partis et alliances) | Tête de liste Étiquette politique (partis et alliances)                                           | Premier tour | Premier tour | Second tour | Second tour | Sièges | Sièges |  |
| Tête de liste Étiquette politique (partis et alliances) | Tête de liste Étiquette politique (partis et alliances)                                           | Voix         | %            | Voix        | %           | Nombre | %      |  |
| ------------------------------------------------------- | ------------------------------------------------------------------------------------------------- | ------------ | ------------ | ----------- | ----------- | ------ | ------ |  |
|                                                         | Hervé Novelli Majorité présidentielle (UMP - NC - MPF - CPNT)                                     | 227 392      | 29,02        | 323 293     | 36,46       | 21     | 27,27  |  |
|                                                         | François Bonneau sortant Parti socialiste (PRG - MRC)                                             | 221 168      | 28,22        | 443 323     | 50,00       | 49     | 63,64  |  |
|                                                         | Jean Delavergne Europe Écologie                                                                   | 91 365       | 11,66        | 443 323     | 50,00       | 49     | 63,64  |  |
|                                                         | Marie-France Beaufils Front de gauche (Les Alternatifs - Parti communiste des ouvriers de France) | 59 034       | 7,53         | 443 323     | 50,00       | 49     | 63,64  |  |
|                                                         | Philippe Loiseau Front national                                                                   | 87 872       | 11,21        | 120 006     | 13,54       | 7      | 9,09   |  |
|                                                         | Marc Fesneau Mouvement démocrate                                                                  | 39 803       | 5,08         |             |             |        |        |  |
|                                                         | Jean Verdon Extrême droite (PDF)                                                                  | 27 844       | 3,55         |             |             |        |        |  |
|                                                         | Michel Lasserre Nouveau parti anticapitaliste                                                     | 20 338       | 2,60         |             |             |        |        |  |
|                                                         | Farida Megdoud Lutte ouvrière                                                                     | 8 837        | 1,13         |             |             |        |        |  |
|                                                         |                                                                                                   |              |              |             |             |        |        |  |
| Inscrits                                                | Inscrits                                                                                          | 1 779 660    | 100,00       | 1 779 395   | 100,00      |        |        |  |
| Abstentions                                             | Abstentions                                                                                       | 953 662      | 53,59        | 849 673     | 47,75       |        |        |  |
| Votants                                                 | Votants                                                                                           | 825 998      | 46,41        | 929 722     | 52,25       |        |        |  |
| Blancs et nuls                                          | Blancs et nuls                                                                                    | 42 345       | 5,13         | 43 100      | 4,64        |        |        |  |
| Exprimés                                                | Exprimés                                                                                          | 783 653      | 94,87        | 886 622     | 95,36       |        |        |  |

### Départementaux

#### Cher
| Tête de liste  | Tête de liste       | Liste                   | Premier tour | Premier tour | Second tour | Second tour | Sièges | Sièges |
| Tête de liste  | Tête de liste       | Liste                   | #            | %            | #           | %           | #      | %      |
| -------------- | ------------------- | ----------------------- | ------------ | ------------ | ----------- | ----------- | ------ | ------ |
|                | Alain Rafesthain*   | PS et alliés            | 28 712       | 28,50        | 61 567      | 54,10       | 7      | 70,00  |
|                | François Dumon      | FG - Alternatifs - PCOF | 12 399       | 12,31        | 61 567      | 54,10       | 7      | 70,00  |
|                | Michelle Rivet      | EÉ                      | 10 091       | 10,02        | 61 567      | 54,10       | 7      | 70,00  |
|                | Serge Lepeltier     | Majorité présidentielle | 26 515       | 26,32        | 36 899      | 32,43       | 2      | 20,00  |
|                | Alain Sogni         | FN                      | 11 261       | 11,18        | 15 328      | 13,47       | 1      | 10,00  |
|                | Franck Pittault     | MoDem                   | 4 633        | 4,60         |             |             |        |        |
|                | Christian Raffestin | PDF                     | 3 070        | 3,05         |             |             |        |        |
|                | Michel Lasserre     | NPA                     | 2 855        | 2,83         |             |             |        |        |
|                | Éric Bellet         | LO                      | 1 219        | 1,21         |             |             |        |        |
|                |                     |                         |              |              |             |             |        |        |
| Inscrits       | Inscrits            | Inscrits                | 231 492      | 100,00       | 231 149     | 100,00      |        |        |
| Abstention     | Abstention          | Abstention              | 125 021      | 54,01        | 111 450     | 48,22       |        |        |
| Votants        | Votants             | Votants                 | 106 471      | 45,99        | 119 699     | 51,78       |        |        |
| Blancs et nuls | Blancs et nuls      | Blancs et nuls          | 5 716        | 5,37         | 5 905       | 4,93        |        |        |
| Exprimés       | Exprimés            | Exprimés                | 100 755      | 94,63        | 113 794     | 95,07       |        |        |

* liste du président sortant

#### Eure-et-Loir
| Tête de liste  | Tête de liste           | Liste                   | Premier tour | Premier tour | Second tour | Second tour | Sièges | Sièges |
| Tête de liste  | Tête de liste           | Liste                   | #            | %            | #           | %           | #      | %      |
| -------------- | ----------------------- | ----------------------- | ------------ | ------------ | ----------- | ----------- | ------ | ------ |
|                | Philippe Vigier         | Majorité présidentielle | 37 826       | 31,05        | 54 976      | 39,20       | 4      | 33,33  |
|                | Marie-Madeleine Mialot* | PS et alliés            | 31 279       | 25,67        | 63 649      | 45,38       | 7      | 58,34  |
|                | Karim Laanaya           | EÉ                      | 14 141       | 11,61        | 63 649      | 45,38       | 7      | 58,34  |
|                | Laurent Bordeau         | FG - Alternatifs - PCOF | 6 373        | 5,23         | 63 649      | 45,38       | 7      | 58,34  |
|                | Philippe Loiseau        | FN                      | 16 264       | 13,35        | 21 624      | 15,42       | 1      | 8,33   |
|                | Éric Chevee             | MoDem                   | 6 635        | 5,45         |             |             |        |        |
|                | Jacques Dautreme        | PDF                     | 4 638        | 3,81         |             |             |        |        |
|                | Manuel Georget          | NPA                     | 3 188        | 2,62         |             |             |        |        |
|                | Vincent Chevrollier     | LO                      | 1 485        | 1,22         |             |             |        |        |
|                |                         |                         |              |              |             |             |        |        |
| Inscrits       | Inscrits                | Inscrits                | 294 032      | 100,00       | 293 936     | 100,00      |        |        |
| Abstention     | Abstention              | Abstention              | 165 876      | 56,41        | 147 346     | 50,13       |        |        |
| Votants        | Votants                 | Votants                 | 128 156      | 43,59        | 146 590     | 49,87       |        |        |
| Blancs et nuls | Blancs et nuls          | Blancs et nuls          | 6 327        | 4,94         | 6 341       | 4,33        |        |        |
| Exprimés       | Exprimés                | Exprimés                | 121 829      | 95,06        | 140 249     | 95,67       |        |        |

* liste du président sortant

#### Indre
| Tête de liste  | Tête de liste       | Liste                   | Premier tour | Premier tour | Second tour | Second tour | Sièges | Sièges |
| Tête de liste  | Tête de liste       | Liste                   | #            | %            | #           | %           | #      | %      |
| -------------- | ------------------- | ----------------------- | ------------ | ------------ | ----------- | ----------- | ------ | ------ |
|                | Dominique Rouffet*  | PS et alliés            | 25 436       | 32,87        | 48 598      | 54,09       | 5      | 62,50  |
|                | Jean Delavergne     | EÉ                      | 8 246        | 10,66        | 48 598      | 54,09       | 5      | 62,50  |
|                | Michel Fradet       | FG - Alternatifs - PCOF | 5 751        | 7,43         | 48 598      | 54,09       | 5      | 62,50  |
|                | Paulette Picard     | Majorité présidentielle | 20 384       | 26,34        | 29 428      | 32,75       | 2      | 25,00  |
|                | Mathieu Colombier   | FN                      | 8 193        | 10,59        | 11 821      | 13,16       | 1      | 12,50  |
|                | Vanik Berberian     | MoDem                   | 3 693        | 4,77         |             |             |        |        |
|                | Marie-Ange Lemaître | PDF                     | 2 472        | 3,19         |             |             |        |        |
|                | Sébastien Cosset    | NPA                     | 2 249        | 2,91         |             |             |        |        |
|                | Elisabeth Milon     | LO                      | 958          | 1,24         |             |             |        |        |
|                |                     |                         |              |              |             |             |        |        |
| Inscrits       | Inscrits            | Inscrits                | 174 637      | 100,00       | 174 643     | 100,00      |        |        |
| Abstention     | Abstention          | Abstention              | 91 319       | 52,29        | 79 499      | 45,52       |        |        |
| Votants        | Votants             | Votants                 | 83 318       | 47,71        | 95 144      | 54,48       |        |        |
| Blancs et nuls | Blancs et nuls      | Blancs et nuls          | 5 936        | 7,12         | 5 297       | 5,57        |        |        |
| Exprimés       | Exprimés            | Exprimés                | 77 382       | 92,88        | 89 847      | 94,43       |        |        |

* liste du président sortant

#### Indre-et-Loire
| Tête de liste  | Tête de liste          | Liste                   | Premier tour | Premier tour | Second tour | Second tour | Sièges | Sièges |
| Tête de liste  | Tête de liste          | Liste                   | #            | %            | #           | %           | #      | %      |
| -------------- | ---------------------- | ----------------------- | ------------ | ------------ | ----------- | ----------- | ------ | ------ |
|                | Hervé Novelli          | Majorité présidentielle | 58 444       | 31,80        | 78 811      | 38,53       | 5      | 27,78  |
|                | Jean Germain*          | PS et alliés            | 51 590       | 28,07        | 106 115     | 51,88       | 12     | 66,66  |
|                | Christophe Rossignol   | EÉ                      | 23 653       | 12,87        | 106 115     | 51,88       | 12     | 66,66  |
|                | Jean-Michel Bodin      | FG - Alternatifs - PCOF | 15 595       | 8,48         | 106 115     | 51,88       | 12     | 66,66  |
|                | Gilles Godefroy        | FN                      | 14 146       | 7,70         | 19 624      | 9,59        | 1      | 5,56   |
|                | Nelly Bidot            | MoDem                   | 7 858        | 4,27         |             |             |        |        |
|                | Jean Verdon            | PDF                     | 5 962        | 3,24         |             |             |        |        |
|                | Fanny Puel             | NPA                     | 4 775        | 2,60         |             |             |        |        |
|                | Jean-Jacques Prodhomme | LO                      | 1 790        | 0,97         |             |             |        |        |
|                |                        |                         |              |              |             |             |        |        |
| Inscrits       | Inscrits               | Inscrits                | 404 481      | 100,00       | 404 627     | 100,00      |        |        |
| Abstention     | Abstention             | Abstention              | 212 024      | 52,42        | 190 007     | 46,96       |        |        |
| Votants        | Votants                | Votants                 | 192 457      | 47,58        | 214 620     | 53,04       |        |        |
| Blancs et nuls | Blancs et nuls         | Blancs et nuls          | 8 644        | 4,49         | 10 070      | 4,69        |        |        |
| Exprimés       | Exprimés               | Exprimés                | 183 813      | 95,51        | 204 550     | 95,31       |        |        |

* liste du président sortant

#### Loir-et-Cher
| Tête de liste  | Tête de liste          | Liste                   | Premier tour | Premier tour | Second tour | Second tour | Sièges | Sièges |
| Tête de liste  | Tête de liste          | Liste                   | #            | %            | #           | %           | #      | %      |
| -------------- | ---------------------- | ----------------------- | ------------ | ------------ | ----------- | ----------- | ------ | ------ |
|                | Nicolas Perruchot      | Majorité présidentielle | 30 405       | 28,23        | 45 299      | 37,04       | 3      | 30,00  |
|                | Karine Gloanec Maurin* | PS et alliés            | 28 775       | 26,72        | 58 706      | 48,00       | 6      | 60,00  |
|                | Chantal Rebout         | EÉ                      | 12 031       | 11,17        | 58 706      | 48,00       | 6      | 60,00  |
|                | Laurianne Delaporte    | FG - Alternatifs - PCOF | 7 139        | 6,63         | 58 706      | 48,00       | 6      | 60,00  |
|                | Michel Chassier        | FN                      | 13 408       | 12,45        | 18 296      | 14,96       | 1      | 10,00  |
|                | Marc Fesneau           | MoDem                   | 7 640        | 7,09         |             |             |        |        |
|                | Jeanne Dumont          | PDF                     | 4 103        | 3,81         |             |             |        |        |
|                | Marie-Anne Clément     | NPA                     | 2 913        | 2,71         |             |             |        |        |
|                | Maryline Kergreis      | LO                      | 1 272        | 1,18         |             |             |        |        |
|                |                        |                         |              |              |             |             |        |        |
| Inscrits       | Inscrits               | Inscrits                | 240 344      | 100,00       | 240 348     | 100,00      |        |        |
| Abstention     | Abstention             | Abstention              | 126 433      | 52,61        | 111 792     | 46,51       |        |        |
| Votants        | Votants                | Votants                 | 113 911      | 47,39        | 128 556     | 53,49       |        |        |
| Blancs et nuls | Blancs et nuls         | Blancs et nuls          | 6 225        | 5,46         | 6 255       | 4,87        |        |        |
| Exprimés       | Exprimés               | Exprimés                | 107 686      | 94,54        | 122 301     | 95,13       |        |        |

* liste du président sortant

#### Loiret
| Tête de liste  | Tête de liste     | Liste                   | Premier tour | Premier tour | Second tour | Second tour | Sièges | Sièges |
| Tête de liste  | Tête de liste     | Liste                   | #            | %            | #           | %           | #      | %      |
| -------------- | ----------------- | ----------------------- | ------------ | ------------ | ----------- | ----------- | ------ | ------ |
|                | François Bonneau* | PS et alliés            | 55 376       | 28,81        | 104 688     | 48,49       | 12     | 63.16  |
|                | Pascale Rossier   | EÉ                      | 23 203       | 12,07        | 104 688     | 48,49       | 12     | 63.16  |
|                | Marc Brynhole     | FG - Alternatifs - PCOF | 11 777       | 6,13         | 104 688     | 48,49       | 12     | 63.16  |
|                | Catherine Soullie | Majorité présidentielle | 53 818       | 28,00        | 77 880      | 36,08       | 5      | 26,32  |
|                | Bernard Chauvet   | FN                      | 24 600       | 12,80        | 33 313      | 15,43       | 2      | 10,52  |
|                | Estelle Jouili    | MoDem                   | 9 344        | 4,86         |             |             |        |        |
|                | Thierry Martin    | PDF                     | 7 599        | 3,95         |             |             |        |        |
|                | Stéphane Bois     | NPA                     | 4 358        | 2,27         |             |             |        |        |
|                | Farida Megdoud    | LO                      | 2 113        | 1,10         |             |             |        |        |
|                |                   |                         |              |              |             |             |        |        |
| Inscrits       | Inscrits          | Inscrits                | 434 674      | 100,00       | 434 692     | 100,00      |        |        |
| Abstention     | Abstention        | Abstention              | 232 989      | 53,60        | 209 579     | 48,21       |        |        |
| Votants        | Votants           | Votants                 | 201 685      | 46,40        | 225 113     | 51,79       |        |        |
| Blancs et nuls | Blancs et nuls    | Blancs et nuls          | 9 497        | 4,71         | 9 232       | 4,10        |        |        |
| Exprimés       | Exprimés          | Exprimés                | 192 188      | 95,29        | 215 881     | 95,90       |        |        |

* liste du président sortant